# کریستیان استنگل
کریستیان استنگل (انگلیسی: Christian Stengel؛ ۲۲ سپتامبر ۱۹۰۲ – ۱۵ ژوئن ۱۹۸۶) کارگردان و نویسنده اهل کشور فرانسه بود. او که در اصل کارمند بانک بود، در سال ۱۹۳۳ با نوشتن اولین فیلمنامه خود وارد سینما شد.